# بانيتوموماب
بانيتوموماب هو ضد وحيد النسيلة خاص بمستقبل عامل نمو البشرة (أو مستقبل EGF أو EGFR أو ErbB-1 أو HER1).

## التسويق
تنتجه شركة أمجن وتسوقه تحت اسم تجاري هو Vectibix. وفي الأصل طورته شركة اسمها Abgenix Inc استحوذت عليها أمجن عام 2006.
في عام 2014، اتفقت شركة أمجن مع شركة إليومينا على تطوير مرافق تشخيصي لبانيتوموماب.

## الاستعمالات
بانيتوموماب مرخص الاستعمال في علاج بعض أنواع سرطان القولون، فهو حاصل على ترخيص إدارة الغذاء والدواء الأمريكية منذ عام 2006، وحاصل على ترخيص وكالة الأدوية الأوروبية ووزارة الصحة الكندية منذ عام 2007.